# Louis James Alfred Lefébure-Wély

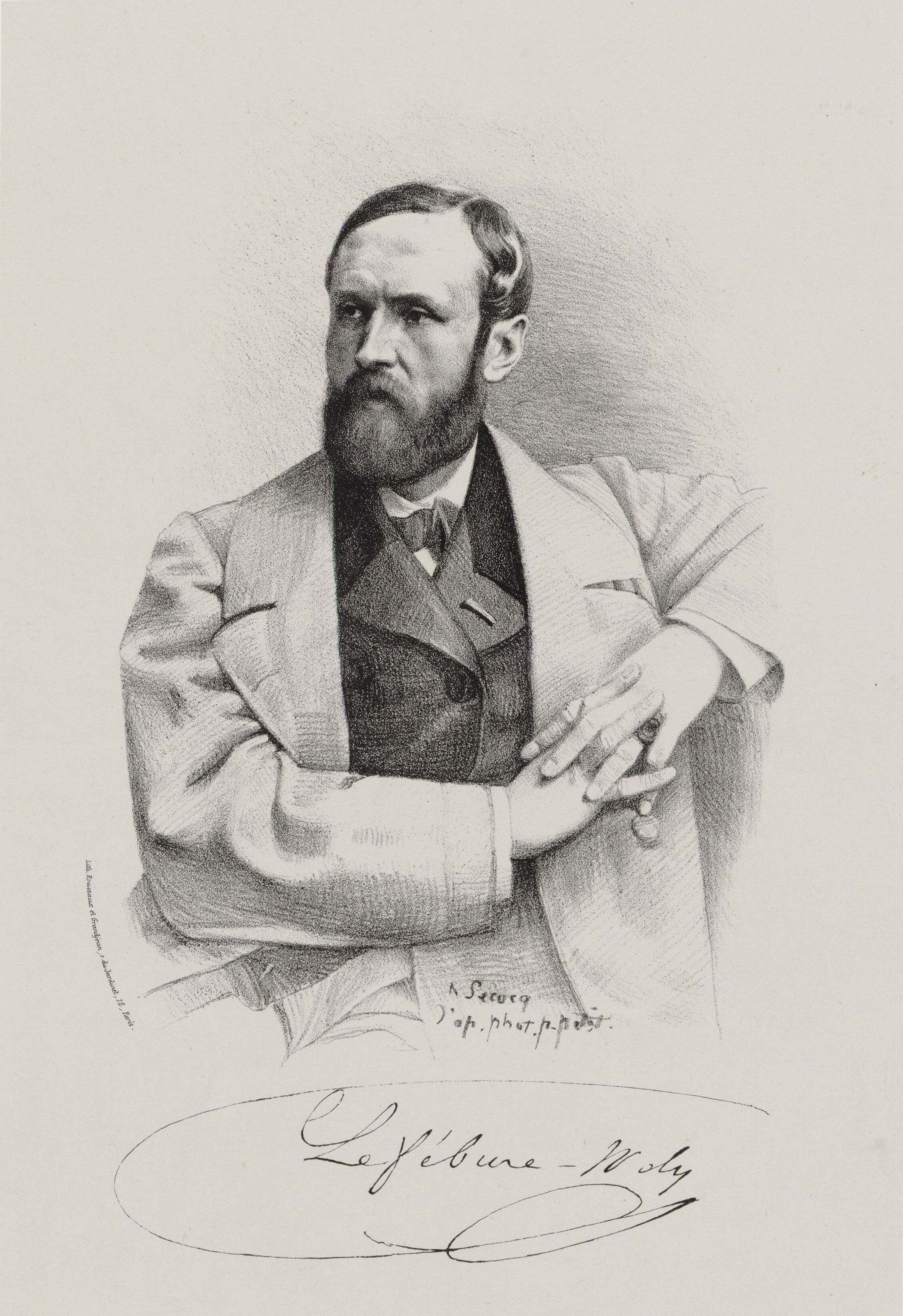
Louis James Alfred Lefébure-Wély

Louis James Alfred Lefébure-Wély (Parijs, 13 november 1817 - aldaar, 31 december 1869) was een Frans organist en componist.

## Jeugd
Louis Lefébure-Wely groeide op in een muzikaal milieu. Zijn vader Antoine Lefébure-Wély was organist van het orgel in de Église Saint-Roch dat gebouwd werd door F. H. Cliquot (1770) en later verbouwd werd door Aristide Cavaillé-Coll in de periode 1840-1862. Zijn eerste mis speelde hij op achtjarige leeftijd.
Na de dood van zijn vader in 1831 aan de gevolgen van een verlamming, volgt Louis hem op dertienjarige leeftijd op als organist–titularis van de Saint-Roch. In 1834 behaalde hij de tweede prijzen voor orgel en piano, met slechts een week ertussen. Hij wilde de eerste prijzen voor beide instrumenten behalen tijdens het volgende schooljaar. Hij werkte zo hard, dat hij een hersenziekte opliep en zes maanden niet in staat was te spelen. Toch behaalde hij op 23 juli 1835 de eerste prijs voor orgel. Zijn examen bestond uit het improviseren van een fuga en een vrij werk, beide op een gegeven thema, en de begeleiding van een koraal. De eerste prijs voor piano behaalde hij op 10 augustus van hetzelfde jaar, met unanimiteit van de jury. Het programma was hier het pianoconcert in e-klein van Chopin. In 1836 begon zijn band met Aristide Cavaillé-Coll, nog voordat deze vijfentwintigjarige orgelbouwer zijn eerste Parijse orgel voltooid had.
Eind 1846 voltooide Cavaillé-Coll het orgel van La Madeleine. Dit orgel was het hoogtepunt van de Franse orgelbouw tot dan toe. De inspeling, die door Lefébure-Wely, Fessy en Séjan verzorgd werd, vond plaats op 29 oktober. Op 13 november was er een tweede concert met Fessy en Lefébure-Wely ten voordele van de slachtoffers van een overstroming van de Loire. Dit concert was een krachtmeting tussen de twee grootste meesters, de twee populairste organisten.

## Carrière
Na de paastijd van 1847 ontving Lefébure-Wely een brief van de kerkfabriek van La Madeleine, waarin ze hem de post van organist aanboden voor een jaarlijks salaris van 3000 FF, zoals hij gevraagd had. Tezelfdertijd bood Saint-Roch Fessy een positie aan, met salaris 2000 FF, hetzelfde als Lefébure-Wely kreeg in die kerk. Fessy, tot dan organist van La Madeleine, verdiende daar 1200 FF, dus was dit een serieuze loonsverhoging.
Gedurende elf jaar, tot 1857, was Lefébure-Wely hier organist. Zijn faam was zo groot dat vele toeristen, orgelliefhebbers en vooraanstaande vreemdelingen Parijs niet verlieten voordat ze Lefébure-Wely hadden horen spelen in La Madeleine.
In december 1857 verliet Lefébure-Wely La Madeleine, om zich volledig op het componeren toe te leggen. Hij werd opgevolgd door Camille Saint-Saëns (1835-1921). Zijn enige contacten met het orgel waren vanaf toen de inspelingen voor Aristide Cavaillé-Coll. Vanaf de jaren 1840, en zeker tot in de loop van de jaren 1860, was Lefébure-Wely zonder twijfel de favoriete organist van Aristide Cavaillé-Coll. Gedurende deze twintig jaar deed hij meer dan eender welke organist voor de promotie van de orgels van Cavaillé-Coll.
Voor Cavaillé-Coll was dit een zeer moeilijke periode, omdat hij pas in 1836 in Parijs aankwam en zijn naam nog moest maken, reden te meer voor een innige vriendschap met Lefébure-Wely, de jonge talentrijke organist. In september 1849 hield Cavaillé-Coll zelfs een petitie om Lefébure-Wely lid te maken van het Franse Legioen van Eer.
Lefébure-Wely’s succes was fenomenaal. Hij was de enige organist in Frankrijk die deelnam aan àlle belangrijke inspelingen. Félix Danjou, de leider van de orgelbouwfirma Daublaine-Callinet, gruwde van zijn flamboyante stijl, maar hij wist dat het publiek hield van alles wat Lefébure-Wely speelde. Cavaillé-Coll aanbad zijn manier van spelen en gaf hem de aandacht waar hij om vroeg. De twee werden onafscheidelijke vrienden. In april 1863 nam hij de taak van organist weer op, ditmaal in Saint-Sulpice, waar hij Georges Schmitt opvolgde. Hij verkreeg deze betrekking met de hulp van Cavaillé-Coll.
We zien Lefébure-Wely in de zeven jaren van zijn dienst in Saint-Sulpice groeien naar een meer symfonische stijl, met meer ontwikkelde vormen zoals ook bij César Franck. Bij zijn aanstelling gaf hij een concert voor de vooraanstaanden van Parijs, waaronder Gioacchino Rossini. Zijn programma bestond toen uit een Offertoire in F van hemzelf, een fuga in E van J. S. Bach, een "storm", en een grand choeur als finale. Dit geeft duidelijk de verandering weer die Lefébure-Wely onderging in de loop der jaren, van een louter geïmproviseerd concert naar het spelen van repertoire.

## Overlijden
Lefébure-Wely stierf in de nieuwjaarsnacht van 31 december 1869. Een paar jaar later, in 1871, werd een grafmonument voor hem opgericht op het Cimetière du Père-Lachaise, waar hij begraven werd, niet ver van Frédéric Chopin. Bij de inhuldiging waren enkele bekende figuren aanwezig: Edouard Batiste (1820-1876), Alexandre Guilmant (1837-1911) en harmoniumbouwer Alexandre Debain. Cavaillé-Coll bleef zijn voorkeur voor Lefébure-Wély behouden tot zijn dood, ondanks het feit dat Franck in 1859 titularis werd van het Cavaillé-Coll orgel van Sainte-Clotilde. Zolang Lefébures roem bleef bestaan was hij de favoriete organist, terwijl Cavaillé-Coll de toekomst voorbereidde door Alexandre Guilmant en Charles–Marie Widor, twee beloftevolle jonge organisten, naar Jacques-Nicolas Lemmens (1823 - 1881) te sturen om zich te vervolmaken.

## Oeuvre
De belangrijkste orgelwerken van Lefébure-Wely zijn:
- Six Offertoires, op. 34 (ca. 1857).
- Six Grands Offertoires, op. 35 (ca. 1857).
- Six Morceaux pour l’Orgue, contenant 3 Marches et 3 Élévations, op. 36. Graff (1863).
- Meditaciones religiosas, op. 122. Met opschrift: À Sa Majesté la Reine Doña Isabel IIda (1858)
- L’Office Catholique: 120 Morceaux divisés en dix Suites composés pour l’harmonium ou l’orgue à tuyaux, op. 148. Opgedragen aan Monseigneur de la Bouillerie, Évêque de Carcassonne. Régnier-Canaux, s.d. (1861).
- Six Grands Offertoires, gecomponeerd voor zijn zoon.
- L’Organiste Moderne: Collection de Morceaux d’Orgue dans tous les Genres. En 12 Livraisons. Opgedragen aan Abbé Hamon, Curé van de St. Sulpice, gebaseerd op improvisaties in de St. Sulpice (1867-69).

De meeste composities van Lefébure-Wely zijn pianowerken, die vaak in allerlei arrangementen werden gepubliceerd, bijvoorbeeld voor viool en piano, cello en piano, en combinaties zoals harmonium, piano en viool of cello. Deze werken worden vaak onder de zogenaamde salonmuziek gerekend. Een niet volledige lijst met opusnummers van de composities is:
- opus 34 - Six Offertoires pour grand orgue
- opus 35 - Six Grands Offertoires pour grand orgue
- opus 36 - Six Morceaux pour l’Orgue, contenant 3 Marches et 3 Élévations
- opus 44 - Trois Etudes de Salon (Les Echos de la Loire, La Noce au Village, l'Arabe)
- opus 54 - Les Cloches du Monastère (Nocturne)
- opus 56 - Berceuse
- opus 57 - Saltarelle (Etude)
- opus 59 - La Calme du Matin (Mélodie-Nocturne)
- opus 60 - Le calme du Soir (Mélodie-Nocturne)
- opus 63 - Les Feuilles Mortes (Rêverie Etude)
- opus 64 - La Chasse à Courre (Fantaisie)
- opus 65 - La Retraite Militaire (Caprice de Genre)
- opus 71 - La Garde Montante (Caprice de Genre)
- opus 73 - Ronde des Archers (Marche)
- opus 74 - La Golfe de Baïa (Tarantelle)
- opus 76 - Etude Moyen-âge
- opus 77 - Rêverie (Andante)
- opus 78 - La Danse des Oiseaux (Bluette)
- opus 79 - Les Jeunes Recruts (Caprice Militaire)
- opus 80 - Le Couronnement de la Rosière (Bluette Pastorale)
- opus 81 - Les Papillons d'Or (Nocturne Brillant)
- opus 82 - La Brise de Mai (Bluette)
- opus 83 - Le Nid de Fauvettes (Caprice de Genre)
- opus 84 - Larmes du Coeur (Romance sans Paroles)
- opus 87 - Après la Victoire (Marche Guerrière)
- opus 88 - La Sérénade du Gondolier (Nocture)
- opus 89 - Grande Valse
- opus 91 - Pensées Intimes (1: Méditation. 2: Romance sans Paroles. 3: Campanella)
- opus 94 - Célèbre Valse du Maestro L. Venzano
- opus 102 - La Clochette du Pâtre (Nocturne)
- opus 105 - Menuet
- opus 106 - Polonaise
- opus 107 - Steeple-Chase (Morceau Caractéristique)
- opus 108 - Cantabile
- opus 109 - Etincelle (Caprice)
- opus 110 - Bonjour! Bonjour! (Caprice et Berceuse)
- opus 122 - Meditaciones Religiosas pour grand orgue
- opus 127 - La Fête des Abeilles (Caprice)
- opus 128 - Valse des Sylphes
- opus 129 - Fêtes de Noël - Trois Fantaisies (La Crêche, Les Bergers, Les Mages)
- opus 130 - Après la Chasse (Chanson à Boire)
- opus 132 - Caprice Militaire
- opus 133 - Le Retour de l'Armée (Marche Triomphale)
- opus 140 - Les Maraudeurs (Caprice de Genre)
- opus 148 - l'Office Catholique (120 Morceaux divisés en dix Suites composés pour l’harmonium ou l’orgue à tuyaux)
- opus 183 - Nuits Napolitaines, 6 morceaux de salon pour harmonium

Zonder opusnummer zijn verder bekend:
- Six Grands Offertoires
- l'Organiste Moderne: Collection de Morceaux d’Orgue dans tous les Genres. En 12 Livraisons
- Paolina (Fantaisie-Polka)
- l'Heure de la Prière (Nocturne)
- La Maritza (Orientale)
- La Fille du Ménétrier (Grande Valse)
- La Pavillon du Roi (Trois Polkas: Pomponette, Fleurette, Marinette)
- Air d'Eglise du célèbre Chanteur Stradella pour piano et violon solo